# Dispersitat

Partícules monodisperses

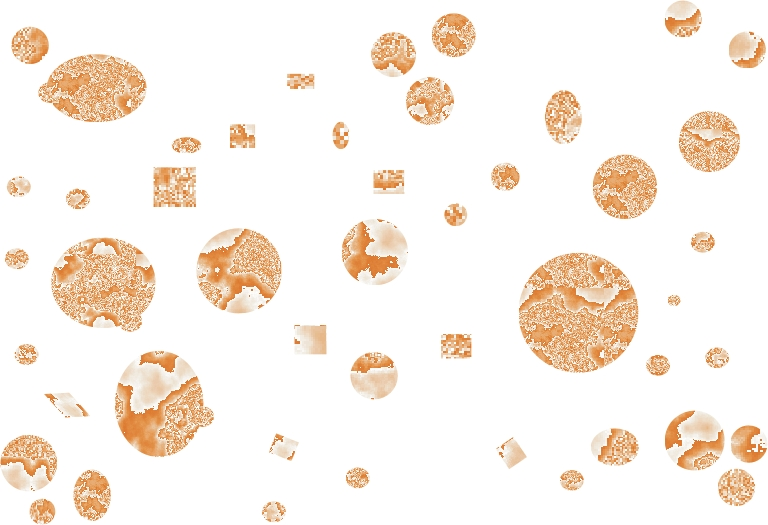
Partícules polidisperses

La dispersitat és una mesura de l'heterogeneïtat en les mides de les molècules i partícules en una mescla en termes de química física o química orgànica.
Un grup o conjunt d'objectes s'anomena monodispers si aquests tenen la mateixa mida, forma i/o massa. D'altra banda, un grup d'objectes que tenen diferents mides, formes i masses s'anomena polidispers. Aquests objectes poden trobar-se en qualsevol foma de dispersió química, des de partícules en un col·loide, fins a gotetes en un núvol, cristalls en una roca o bé molècules polimèriques en un solvent. Més concretament, pels polímers, es pot descriure una distribució basada en la seva massa molecular.
Un cas molt freqüent en el que es veu involucrada la dispersitat és en polímers. La IUPAC ha declinat l'ús del terme d'índex de polidispersitat reemplaçant-lo pel terme dispersitat, representat per Đ i calculat per l'equació Đ = Mm/Mn, on Mm és la massa molar mitjana en massa i Mn és el nombre molar mitjà en massa. La IUPAC també ha declinat els termes monodispers, que es pot trobar contradictori amb si mateix, i polidispers, que és considerat redundant. En lloc d'aquests s'usa uniforme i no uniforme.